# سوريا في الألعاب الأولمبية الصيفية 1948
شاركت سوريا لأول مرة في الألعاب الأولمبية خلال الألعاب الأولمبية الصيفية 1948 في لندن، المملكة المتحدة.

## مقالات ذات صلة
- الوطن العربي في الألعاب الأولمبية الصيفية 1948